# شين موسلي
شين موسلي (بالإنجليزية: Shane Mosley) مواليد 7 سبتمبر 1971 في كاليفورنيا، الولايات المتحدة، هو ملاكم أمريكي يصنف ضمن فئة وزن خفيف المتوسط. حقق بطولة رابطة الملاكمة العالمية وبطولة المجلس العالمي للملاكمة وبطولة الاتحاد الدولي للملاكمة.

## إحصائيات
خاض خلال مسيرته 59 نزالا، فاز في 48 وتعادل في 1 وخسر في 9. فاز بالضربة القاضية في 40 نزالا.

## روابط خارجية
- شين موسلي على موقع IMDb (الإنجليزية)
- شين موسلي على موقع الموسوعة البريطانية (الإنجليزية)
- شين موسلي على موقع بوكس ريك (الإنجليزية) (registration required)